# لويز ديكوفن بوين
لويز ديكوفن بوين (أيضًا لويز ديكوفن بوين؛ 26 فبراير 1859-9 نوفمبر 1953) فاعلة خير أمريكية وزعيمة مدنية ومصلحة اجتماعي ومناصرة لحقوق المرأة. ولدت لعائلة ثرية وترعرعت بشعور قوي بالنبالة. قدمت تبرعات مالية كبيرة للعديد من المنظمات، وجمعت الأموال من ارتباطها بعائلات النخبة في شيكاغو، وبينما لم يتم تدريبها كأخصائية اجتماعية، عملت في هذا المجال كصانعة سياسة وإدارية محترمة. عملت مع حركة الاستيطان في هول هاوس، وإصلاح المحاكم للشباب من خلال جمعية حماية الأحداث، والعديد من النوادي النسائية ومنظمات دعم حق المرأة في التصويت. كان شغفها الأساسي هو إصلاح قاعات الرقص في شيكاغو. في نهاية حياتها التي استمرت 94 عامًا، قدمت الرعاية للفقراء والمحرومين من خلال خدمتها العامة الواسعة ونشاطها، وخاصة الاهتمام بـ «رفاهية النساء والأطفال وعائلاتهم وتحسينها».

## السنوات الأولى والتعليم
ولدت لويز ديكوفن بوين عام 1859 في شيكاغو، إلينوي، ووالداها هما هيلين هادوك وجون ديكوفن، وهو مصرفي. في عام 1875، تخرجت من مدرسة ديربورن. كانت ديكوفن، حفيدة فورت ديربورن بايونيرز، الطفلة الوحيدة التي لديها ميراث كبير؛ نشأت على أمل أن ترد الجميل لمجتمعها. بدأت خدمة مجتمعها كشخص بالغ في كنيسة سانت جيمس الأسقفية، حيث درّست في مدرسة الأحد وأنشأت ناديًا للبنين. على الرغم من أنها أصبحت محبطة من القيود المفروضة على النساء داخل الكنيسة، غير أنها ظلت عضوًا فيها مدى الحياة.

## مسيرتها المهنية
امتدت مشاركة بوين المدنية إلى المنظمات العلمانية في جميع أنحاء مدينة شيكاغو، وإلى المناصب القيادية على مستوى الولاية والمستوى الوطني.

### هول هاوس
انخرطت بوين في عام 1894 لأول مرة في هول هاوس بعد أن طلبت منها جين أدامز قيادة النادي النسائي التابع لبيت التسوية. سرعان ما أصبحت أمينة خزينة وأمينة صندوق هال هاوس، وشغلت المنصب الأخير لمدة 53 عامًا. كانت مانحة رئيسية ومسؤولة جمع التبرعات الأساسي للمنظمة. بنت مبنى نادي البنين، وفي عام 1912، منحت معسكرًا صيفيًا لأطفال هول هاوس الفقراء، نادي بوين الريفي في وكغن، إلينوي (المعروف الآن باسم بوين بارك). واصلت بوين ارتباطها بهول هاوس للفترة المتبقية من حياتها المهنية؛ بعد وفاة جين أدامز في عام 1935، شغلت بوين منصب رئيسة مجلس إدارة هول هاوس لمدة تسع سنوات.

### نظام محاكم الأحداث
ضغطت بوين إلى جانب جوليا لاثروب، وإصلاحيين آخرين، ونقابة المحامين في شيكاغو، «بنجاح من أجل محكمة أحداث جديدة في شيكاغو». افتتحت محكمة الأحداث الأولى هذه في الولايات المتحدة في شيكاغو عام 1899. ساعدت لجنة محكمة الأحداث في شيكاغو في مراقبة نظام المحاكم الجديد، وكانت جزءًا مما كان يعرف باسم «حركة إنقاذ الطفل». سرعان ما «خلفت بوين لاثروب بصفتها المسؤولة الأولى للمجموعة، وخلال فترة بوين التي استمرت سبع سنوات، تفوضت لجنة المحكمة عن رواتب ضباط المراقبة، وأدارت امتحان الخدمة المدنية المستخدم لاختيار ضباط المراقبة، وحققت في شكاوى الإهمال، وجلست في محكمة الأحداث لتقديم المشورة للقضاة، وأنشأت دار توقيف أحداث». أعيد تنظيم لجنة محكمة الأحداث في عام 1907 لتصبح جمعية حماية الأحداث، وأصبحت بوين أول رئيسة لها. من خلال هذا المنصب، الذي شغلته لمدة 35 عامًا، ألفت بوين العديد من الدراسات، بما في ذلك تقرير عام 1913 بعنوان «الأشخاص الملونون في شيكاغو»، حيث شرحت بالتفصيل «التحيز العنصري والتمييز في التعليم والتوظيف والإسكان وإنفاذ القانون والترفيه».

### حق المرأة في التصويت وقضايا المرأة
كانت بوين رائدة في حركة حق المرأة في التصويت في إلينوي، حيث شغلت منصب رئيسة جمعية شيكاغو للمساواة في الاقتراع، ونائبة رئيس جمعية إلينوي للاقتراع، ومدققة حسابات الجمعية الوطنية لحق المرأة في التصويت. وشمل منصبها الأخير القيام بجولات ومحادثات في جميع أنحاء البلاد. بعد أن أيد ثيودور روزفلت حق المرأة في التصويت في ترشحه المستقل لمنصب الرئيس عام 1912، قامت بوين بحملة لدعمه.  في عام 1916، نظمت مسيرة من 5000 امرأة خلال هطول الأمطار إلى المؤتمر الوطني للحزب الجمهوري، ووصلو بطريقة استعراضية بعد أن قال أحد المتحدثين إن النساء لا يرغبن في التصويت. ساعد منصب بوين كقائدة ومتحدثة رسمية، جنبًا إلى جنب مع نساء الطبقة العليا الأخريات في المناصب القيادية في حركة حق التصويت في إلينوي، في منح الحركة الشرعية وكان عاملًا مهمًا في نجاح حركة حق التصويت في إلينوي في عام 1913.
عملت بوين، بعد حصول النساء على حق التصويت، على تسجيل الناخبات وتشجيع مشاركة المرأة من خلال التصويت والترشح للمناصب. كانت هي نفسها على وشك الترشح لمجلس مقاطعة كوك وعمدة شيكاغو.
استخدمت بوين نفوذها كمساهمة في الشركة للتأثير على سياسة العمال ومعاملتهم. في سيرتها الذاتية، النشوء في مدينة، تروي كيف «جمعت كل حججي المتعلقة بعمل النساء ليلًا» وناشدت شخصيًا رئيس شركة هارفستر الدولية سايروس إتش ماكورميك فيما يتعلق بظروف العمل السيئة للنساء والحاجة إلى حد أدنى للأجور للنساء في مصانع الخيوط التابعة لشركته.